# 沃拉區 (華沙)
沃拉區（波蘭語：Wola，波蘭語發音：[ˈvɔla]）是波蘭首都華沙的一個行政區，位於華沙西部，在1916年劃入華沙市轄區。沃拉區自19世紀開始就是一個工業區，但近年正轉變為商務和住宅區。
52°14′0″N 20°57′26″E / 52.23333°N 20.95722°E